# Jan Ovelgönne
Jan Ovelgönne, né le 30 juin 1975 à Volkach, est un homme politique allemand, membre de l'Alliance 90/Les Verts. Il est député européen en 2024.

## Biographie
Ovelgönne travaille en tant que photographe de 1996 à 2013. De 2013 à 2017, il étudie les sciences sociales appliquées à la Fachhochschule Dortmund, où il obtient un baccalauréat ès arts. De 2017 à 2019, il travaille en tant que travailleur social à la Klinikum Hochsauerland. De 2019 à 2022, il étudie la socio-économie à l'université de Duisbourg et Essen, où il obtient une maîtrise ès arts. D'avril 2023 jusqu'à son élection au Parlement européen en mars 2024, Ovelgönne travaille pour le député européen Rasmus Andresen.
Ovelgönne vit à Arnsberg.

## Politique
Ovelgönne est membre de l'Alliance 90/Les Verts.
Ovelgönne se présente aux élections européennes de 2019 pour son parti, mais n'est pas élu. Le 12 mars 2024, à la suite de la démission de Malte Gallée, il le remplace au Parlement européen.